# 4th of July
4th of July – utwór instrumentalny z 1984 roku rockowej grupy U2, który wydany został na albumie The Unforgettable Fire (1984).
Kompozycja nigdy nie została wykonany przez zespół na żywo. Jednym wyjątkiem było zagranie go przez Adama Claytona podczas przygotowywania instrumentów, tuż przed koncertem w San Jose, 20 kwietnia 2001 roku. Jest to jedyny utwór ambientowy w całej dyskografii zespołu U2.